# Nederländska Antillernas damlandslag i volleyboll
Nederländska Antillernas damlandslag i volleyboll representerade Nederländska Antillerna i volleyboll på damsidan (fram till dess upplösning 2010). Laget deltog flera gånger i nordamerikanska mästerskapet, där de som bäst blev trea och i karibiska mästerskapet som de vann 1991.

### Fotnoter
1. ↑  Todor Krastev. ”Women Volleyball I Caribbean Championship 1991 Suriname 07-14.10 - Winner Neth. Antilles” (på engelska). http://www.todor66.com/volleyball/Norceca/Women_Caribbean_1991.html. Läst 10 mars 2024.
2. ↑  Todor Krastev. ”Women Volleyball III Caribbean Championship 1993 Trinidad Tobago - Winner Barbados” (på engelska). http://www.todor66.com/volleyball/Norceca/Women_Caribbean_1993.html. Läst 10 mars 2024.
3. ↑  Todor Krastev. ”Women Volleyball VI Caribbean (CAZOVA) Championship 1996 US Virgin Islands - Winner Trinidad Tobago” (på engelska). http://www.todor66.com/volleyball/Norceca/Women_Caribbean_1996.html. Läst 10 mars 2024.
4. ↑  Todor Krastev. ”Women Volleyball VII Caribbean Championship 1998 Martinique - Winner Barbados” (på engelska). http://www.todor66.com/volleyball/Norceca/Women_Caribbean_1998.html. Läst 10 mars 2024.
5. ↑  Todor Krastev. ”Women Volleyball IX Caribbean Championship 2002 Trinidad Tobago - Winner Barbados” (på engelska). http://www.todor66.com/volleyball/Norceca/Women_Caribbean_2002.html. Läst 10 mars 2024.
6. ↑  Todor Krastev. ”Women Volleyball XII Caribbean (CAZOVA) Championship 2008 14-20. 07 Bridgetown (BAR) - Winner Trinidad Tobago” (på engelska). http://www.todor66.com/volleyball/Norceca/Women_Caribbean_2008.html. Läst 10 mars 2024.